# Visão de Rua
Visão de Rua é um grupo de rap brasileiro formado em 1994 na cidade de Campinas, interior de São Paulo, tendo sua primeira formação por Dina Di, Tum e DJ Guto. Sua primeira projeção no cenário do rap nacional foi com o single "Confidências de uma Presidiária". Seu primeiro álbum foi em 1998, intitulado Herança do Vício.

## História
O grupo foi formado em 1994 na cidade de Campinas, interior do estado de São Paulo, por Dina Di. Posteriormente, lançam sua primeira canção de trabalho, "Confidências de uma Presidiária", que relata o dia-a-dia do sistema carcerário feminino. No ano de 1996, Dina lança o single "Periferia É o Alvo", na sequência realizando uma série de shows pelo interior paulista e pelo Brasil. Herança do Vício, seu primeiro álbum de estúdio, é lançado em 1998. 
Em 2000, o grupo conquistou o Prêmio Hutúz como "Melhor Grupo Feminino". Em 2001, o Visão de Rua lançou seu segundo disco, intitulado Ruas de Sangue. O álbum contém nove faixas, com destaque para "Mulher de Malandro" e "Meu Filho, Minhas Regras". No final de 2001, ganharam pela segunda vez o Prêmio Hutúz, na categoria "Melhor Grupo Feminino". Em 2003 é lançado o seu terceiro álbum de estúdio, A Noiva do Thock, que no ano seguinte foi indicado em três categorias no Hutúz: "Álbum do Ano" (A Noiva do Thock); "Melhor Grupo ou Artista Solo" e "Música do Ano" (Noiva do Thock). 
No ano de 2007, é lançado o quarto e último álbum do grupo, O Poder nas Mãos. No dia 20 de março de 2010, Dina Di faleceu após contrair uma infecção hospitalar. Ela tinha dado à luz a sua segunda filha em uma clínica particular localizada no bairro de São Mateus, na zona leste da capital paulista. 

## Discografia
- Periferia é o Alvo(1997)
- Herança do Vício (1998)
- Ruas de Sangue (2001)
- A Noiva do Thock (2003)
- O Poder nas Mãos (2007)

## Prêmios
| Ano  | Prêmio       | Categoria                                   | Resultado | Ref   |
| ---- | ------------ | ------------------------------------------- | --------- | ----- |
| 2000 | Prêmio Hutúz | Melhor Grupo Feminino                       | Venceu    | [ 3 ] |
| 2001 | Prêmio Hutúz | Melhor Grupo Feminino                       | Venceu    | [ 4 ] |
| 2002 | Prêmio Hutúz | Grupo ou Artista Solo Feminino              | Indicado  | [ 7 ] |
| 2002 | Prêmio Hutúz | Melhor Videoclipe (com "Mente Engatilhada") | Indicado  | [ 7 ] |
| 2004 | Prêmio Hutúz | Álbum do Ano (com A Noiva do Thock)         | Indicado  | [ 8 ] |
| 2004 | Prêmio Hutúz | Melhor Grupo ou Artista Solo                | Indicado  | [ 8 ] |
| 2004 | Prêmio Hutúz | Música do Ano (com "A Noiva do Thock")      | Indicado  | [ 8 ] |